# Nototriche pygmaea
Nototriche pygmaea là một loài thực vật có hoa trong họ Cẩm quỳ. Loài này được (Remy) A.W. Hill mô tả khoa học đầu tiên năm 1909.